# Herb Żar
Herb Żar – jeden z symboli miasta Żary w postaci herbu.

## Wygląd i symbolika
Herb ma tarczę herbową czwórdzielną w krzyż. W pierwszym, srebrnym polu przedstawia kroczącego w lewą (heraldycznie) stronę czerwonego jelenia. W drugim polu, barwy złotej, przedstawiono pojedynczy czerwony róg jelenia. W polu trzecim, barwy czerwonej, skierowaną grotem prawoskośnie ku górze srebrną strzałę, po jej bokach umieszczono dwie srebrne gwiazdy sześcioramienne. Pole czwarte ma barwę czarną i przedstawia psa myśliwskiego barwy srebrnej (doga angielskiego) ze złotą obrożą. Pośrodku tarczy widnieje tarcza sercowa barwy błękitnej, z monogramem W barwy złotej.

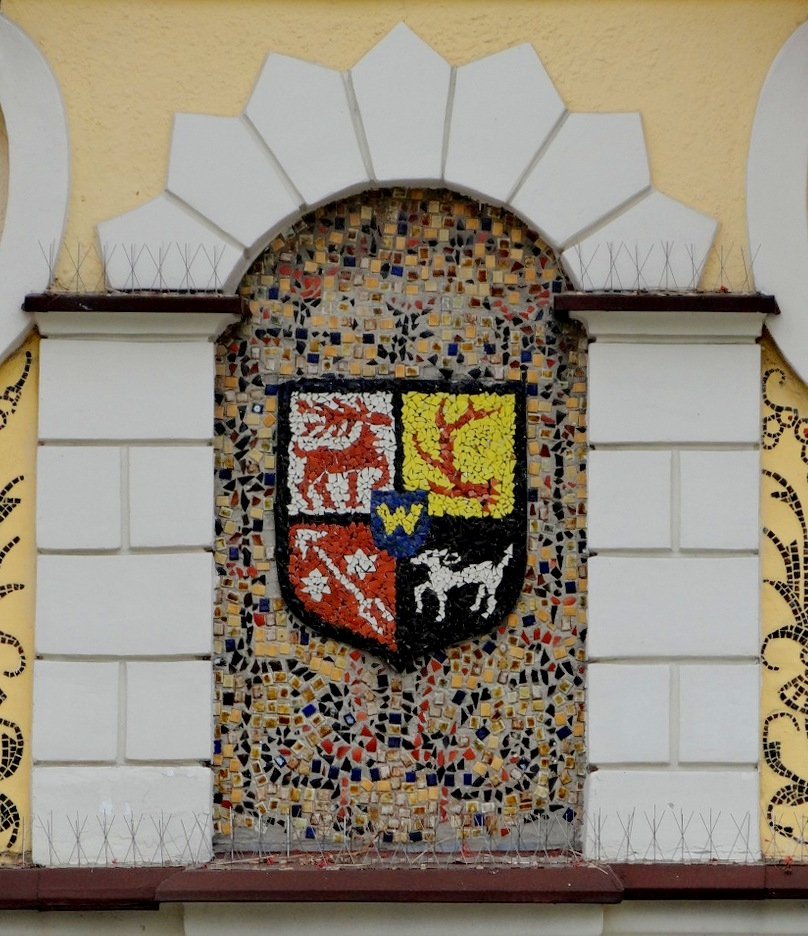
Herb miasta - mozaika na elewacji ratusza

## Historia
Herb jest złożeniem herbów szlacheckich niegdysiejszych właścicieli miasta. Chronologicznie, najstarszymi z przedstawionych na obecnym herbie właścicielami był ród Packów, pieczętujących się herbem z kroczącym czerwonym jeleniem. Róg jeleni w polu złotym to herb rodu Bibersteinów. Dwa dolne pola pochodzą z herbu Promnitzów: strzała i gwiazdy w polu czerwonym to ich herb rodowy, natomiast biały pies to klejnot herbowy tegoż rodu. Monogram „W” pochodzi z tzw. pieczęci sekretnej miasta Żary, używanej do 1639, kiedy to wprowadzono herb czwórdzielny w krzyż. Był on odmienny od obecnego. Herb rodu Promnitzów, strzałę i dwie gwiazdy, umieszczono w centrum tarczy w tzw. tarczce sercowej. W polach pierwszym i czwartym widniały dwa kroczące lwy, natomiast w polach drugim i trzecim dwa czarne skosy. W klejnocie herbu umieszczono, obok wspiętego lwa i rumaka, także psa. Pieczęć Miasta Żary z 1653 r. już zawiera herb odpowiadający obecnemu.